# Andrew Weibrecht
Andrew Weibrecht, né le 10 février 1986 à Lake Placid (New York), est un skieur alpin américain spécialiste des épreuves de super-G, médaillé de bronze de la discipline aux Jeux olympiques en 2010 puis d'argent en 2014.

## Biographie
Andrew Weibrecht est né en 1986 à Lake Placid, aux États-Unis. Il est le quatrième d'une fratrie de cinq enfants. Il a grandi dans sa ville natale, Lake Placid. En 2001, à l'âge de 15 ans, il a remporté le slalom et le slalom géant de la Coupe Whistler, une compétition junior internationale. Dès 2002, il prend part à ses premières courses FIS et à la Coupe nord-américaine de ski alpin, principalement dans les disciplines du slalom et du slalom géant. En 2003, il a participé pour la première fois aux Championnats des États-Unis. Après avoir commencé sa carrière principalement dans les disciplines techniques, il a commencé à concourir dans les disciplines de vitesse de la descente et du Super G. En 2005, il a participé à la Coupe d'Europe de ski alpin.
Qualifié pour les Championnats du monde juniors de ski alpin de 2006, Weibrecht a remporté la médaille de bronze en Super-G. Il participe à sa première course en coupe du monde, mais il ne parvient pas à marquer des points dans une épreuve. Avec trois victoires, il remporte le classement général et le classement du super combiné en 2007 en Coupe nord-américaine de ski alpin. Le 29 novembre 2007, il réussit son premier résultat important en coupe du monde avec une 14e place dans le super combiné de Beaver Creek. Le lendemain, il a terminé à la dixième place de la descente de Beaver Creek.
En 2010, il a réussi le plus grand succès de sa carrière jusque-là. Il est parvenu à remporter, à la surprise générale, la médaille de bronze du Super-G des Jeux olympiques d'hiver de 2010 à Vancouver. La saison 2010/2011 de Weibrecht se termine prématurément à la fin du mois de décembre 2011. Il se blesse à l'épaule lors d'un entraînement.
Après une pause forcée, Weibrecht est revenu à son meilleur niveau le 9 décembre 2011 en arrivant 10e place du Super-G de Beaver Creek.
Il est parvenu à se qualifier pour les Jeux olympiques d'hiver de 2014 à Sotchi. En Russie, il réussit à recréer la surprise comme quatre ans plus tôt. Weibrecht a remporté la médaille d'argent en Super G derrière le norvégien Kjetil Jansrud. Deux semaines après son podium olympique, il réalise sa meilleure performance en Coupe du monde en terminant septième du super G de Kvitfjell
En décembre 2015, il monte sur son premier podium en Coupe du monde en prenant la troisième place du super G de Beaver Creek. Le mois suivant, il se classe deuxième du super G de Kitzbühel pour son deuxième et dernier podium en Coupe du monde.
Aux Jeux olympiques d'hiver de 2018, pour sa dernière grande compétition majeure, il ne finit pas le super G. Il se retire du sport à l'issue de cet hiver.

## Palmarès

### Jeux olympiques d'hiver
| Épreuve / Édition | Vancouver 2010 | Sotchi 2014 | Pyeongchang 2018 |
| Super G           | Bronze         | Argent      | DNF              |
| Super combiné     | 11e            | DNF         | -                |
| Descente          | 21e            | -           | -                |

### Championnats du monde
| Épreuve / Édition | Val d'Isère 2009 | Schladming 2013 | Vail - Beaver Creek 2015 | Saint-Moritz 2017 |
| Descente          | -                | 22e             | 9e                       | -                 |
| Super-G           | 39e              | -               | -                        | Abandon           |

### Coupe du monde
- Meilleur classement général : 22e en 2016.
- 2 podiums.

| Année/Classement | Année/Classement | Général | Général | Descente | Descente | Slalom | Slalom | Slalom géant | Slalom géant | Super G | Super G | Combiné | Combiné |
| Année/Classement | Année/Classement | Class.  | Points  | Class.   | Points   | Class. | Points | Class.       | Points       | Class.  | Points  | Class.  | Points  |
| ---------------- | ---------------- | ------- | ------- | -------- | -------- | ------ | ------ | ------------ | ------------ | ------- | ------- | ------- | ------- |
| 2008             | 2008             | 93e     | 44      | 39e      | 26       | -      | -      | -            | -            | -       | -       | 38e     | 18      |
| 2009             | 2009             | 97e     | 40      | 42e      | 13       | -      | -      | -            | -            | 30e     | 24      | 48e     | 3       |
| 2010             | 2010             | 54e     | 152     | 26e      | 78       | -      | -      | -            | -            | 23e     | 62      | 40e     | 12      |
| 2011             | 2011             | Blessé  | Blessé  | Blessé   | Blessé   | Blessé | Blessé | Blessé       | Blessé       | Blessé  | Blessé  | Blessé  | Blessé  |
| 2012             | 2012             | 83e     | 67      | -        | -        | -      | -      | -            | -            | 24e     | 67      | -       | -       |
| 2013             | 2013             | 101e    | 26      | -        | -        | -      | -      | -            | -            | 29e     | 26      | -       | -       |
| 2014             | 2014             | 67e     | 72      | -        | -        | -      | -      | -            | -            | 22e     | 65      | 33e     | 7       |
| 2015             | 2015             | 40e     | 203     | 46e      | 23       | -      | -      | -            | -            | 12e     | 167     | 26e     | 13      |
| 2016             | 2016             | 22e     | 396     | 22e      | 149      | -      | -      | 56e          | 3            | 8e      | 244     | -       | -       |
| 2017             | 2017             | 87e     | 69      | 39e      | 21       | -      | -      | -            | -            | 27e     | 48      | -       | -       |
| 2018             | 2018             | 106e    | 30      | -        | -        | -      | -      | -            | -            | 30e     | 30      | -       | -       |

### Coupe nord-américaine
- 1 fois vainqueur du classement général : 2007.
- 1 fois vainqueur du classement du super combiné : 2007.
- 2 fois deuxième du classement du Super G : 2007 et 2008.
- 4 victoires.

### Championnats du monde junior
| Épreuve / Édition | Maribor 2004 | Bardonecchia 2005 | Québec 2006 |
| Descente          | 31e          | 23e               | 16e         |
| Super-G           | 14e          | 20e               | Bronze      |
| Slalom            | -            | -                 | 11e         |
| Slalon géant      | 20e          | 20e               | 18e         |
| Super combiné     | -            | -                 | 4e          |

### Autres succès
- 3 podiums en Coupe d'Europe.
- 1 fois vice-champion des États-Unis de descente : 2008.